# Jeff Skinner
Jeffrey Skinner (Markham, 16 maggio 1992) è un hockeista su ghiaccio canadese che gioca come attaccante nella National Hockey League con i Buffalo Sabres; in precedenza ha giocato otto stagioni con i Carolina Hurricanes, squadra per cui è stato anche "alternate captain" dal 2016 al 2018. Fu selezionato in settima posizione assoluta durante l'NHL Entry Draft 2010 Skinner fu il più giovane a militare in NHL durante la stagione 2010-11 e il più giovane di sempre a disputare l'NHL All-Star Game.

## Carriera

### Giovanili
Skinner fu scelto in 20ª posizione assoluta nell'OHL Draft 2008 dai Kitchener Rangers, dopo aver militato l'anno precedente nei Toronto Young Nationals, squadra in cui militò insieme al futuro centro dei Boston Bruins Tyler Seguin. Nella sua stagione da rookie fu in grado di raccogliere 51 punti in 63 apparizioni. L'anno successivo invece Skinner fu capace di mettere a segno 50 gol, posizionandosi in prima posizione assoluta fra tutti i giocatori della Canadian Hockey League eleggibili per il draft. In 23 anni fu il primo giocatore dei Rangers capace di raggiungere il traguardo delle 50 reti.
Nonostante il primato per numero di reti il Central Scouting Bureau della NHL a metà della stagione classificò Skinner al 47º posto fra i migliori giocatori nordamericani, e solo al 34º al termine della stagione agonistica. Tale analisi si differenziò rispetto a quelle condotte da altre organizzazioni come l'ISS o l'analista della TSN Bob McKenzie, i quali inserirono Skinner in posizioni più alte della classifica. Nel corso dell'NHL Entry Draft 2010 fu selezionato in settima posizione assoluta dai Carolina Hurricanes.

### National Hockey League
Durante il primo training camp della NHL, il 21 settembre 2010, firmò un contratto triennale di tipo entry level con gli Hurricanes dal valore di 2,7 milioni di dollari Il 7 ottobre Skinner esordì in NHL con gli Hurricanes nel successo per 4-3 contro i Minnesota Wild durante la NHL Premiere Series svoltasi ad Helsinki, in Finlandia. In sedici minuti sul ghiaccio registrò due tiri in porta. Il giorno dopo Skinner fornì il primo assist della propria carriera in NHL per la rete di Tuomo Ruutu. Fu inoltre autore del rigore decisivo nel secondo incontro contro i Wild, divenendo il terzo giocatore più giovane nella storia della NHL a segnare uno shootout. Il 20 ottobre, nella quinta partita della stagione, Skinner segnò la prima rete in NHL contro il portiere dei Los Angeles Kings Jonathan Bernier.
A metà della stagione Skinner fu selezionato per partecipare all'All-Star Game sostituendo a causa di un infortunio Sidney Crosby, divenendo il primo giocatore selezionato nel 2010 a prendere parte a un All-Star Game, e il primo diciottenne dopo Steve Yzerman nel 1984. Poco dopo fu nominato Rookie del mese di gennaio. Concluse la sua prima stagione con 31 reti e 32 assist in 82 partite giocate.
In occasione degli NHL Awards il 22 giugno 2011 a Las Vegas, Skinner fu premiato con il Calder Memorial Trophy come miglior rookie della NHL, superando Logan Couture dei San Jose Sharks e Michael Grabner dei New York Islanders. L'8 agosto 2012 Skinner firmò un rinnovo del proprio contratto valido per sei stagioni fino alla conclusione del campionato 2018-2019.

### Nazionale
Skinner fece il suo esordio in campo internazionale in occasione del World U-17 Hockey Challenge del 2009 con la selezione della proviancia dell'Ontario; in sei partite giocate segnò due reti e fornì quattro assist, contribuendo al successo della propria squadra.
Due anni più tardi giocò per la prima volta con la nazionale maggiore in occasione del campionato mondiale 2011 disputato in Slovacchia. La formazione canadese fu eliminata ai quarti dalla Russia, mentre Skinner in sette partite fu autore di tre reti e di tre assist. Data la mancata qualificazione degli Hurricanes ai playoff Skinner si rese disponibile per disputare anche i mondiali 2012 in Finlandia e Svezia. Ancora una volta i canadesi furono eliminati ai quarti di finale dalla Slovacchia, mentre dal punto di vista realizzativo in otto partite Skinner segnò tre reti e fornì due assist.

## Palmarès

### Nazionale
- World U-17 Hockey Challenge: 1

Canada Ontario: 2009

### Individuale
- Calder Memorial Trophy: 1

2010-2011
- NHL All-Rookie Team 1

2010-2011
- OHL All-Star Game: 1

2010